# Sybra suturemaculata
Sybra suturemaculata är en skalbaggsart som beskrevs av Stefan von Breuning 1939. Sybra suturemaculata ingår i släktet Sybra och familjen långhorningar.
Artens utbredningsområde är Fiji. Inga underarter finns listade i Catalogue of Life.